# هبوط طيران الهند
هبوط طيران الهند هو كتاب من تأليف المدير التنفيذي السابق لشركة طيران الهند " جيتندر بهارغافا". يسرد الكتاب الانخفاض المالي لشركة طيران القطاع العام وتم سحب الكتاب بعد ما رفع الوزير السابق برافول باتيل دعوى تشهير. الكتاب متاح الآن ككتاب الكتروني في متجر أمازون كيندل وتتوفر نسخ ورقية أيضا على أمازون الهند منذ يناير 2016 بعد أن نشر المؤلف الكتاب بنفسه.

## نظره عامة
يجادل بهارغافا في هذا الكتاب بأن شركة الطيران في القطاع العام في الطيران الهندي وصلت إلى حالة سيئة بسبب تدخل الحكومة والقرارات السيئة، كما كتب عن الموقف الذليل لشركة طيران الهند تجاه الوزير باتيل، يشير إلى أسباب أخرى لسقوطها وتشمل الاتفاقيات الثنائية التي كانت غير مربحة وإلغاء الرحلات الجوية على طرق مربحة أو منحها لشركات طيران أخرى والاستحواذ على الطائرات بأسعار مرتفعة وبيعها بأسعار منخفضة للغاية.
يدعي الكاتب أن صفقات شراء 111 طائرة من بوينج وإيرباص في 2005-2006 إلى جانب طيران الهند مع شركة مع شركة الطيران المحلية التابعة للقطاع العام الخطوط الجوية الهندية أدت إلى سقوطها. يضع الكتاب المسؤولية على برافول باتل وفي. رئيس مجلس إدارة شركة طيران الهند السابق(ثولاسيداس) يشير الكتاب إلى أنه لم يتم التفكير كثيرا في كيفية خدمة الديون الناتجة عن عمليات الاستحواذ، يقول أيضا إن برافول باتيل كان على دراية بتقلص التسويق لشركة طيران الهند ومع ذلك كان يمنح حقوقًا ثنائية لشركات الطيران الأجنبية ويشير الكتاب إلى التغييرات المتكررة في إدارة الشركة.

## الدعوة القضائية والانسحاب
صدر الكتاب في الأصل في 11 أكتوبر عام 2013 وفي نوفمبر 2013, رفع المحامي ساتيش مانيشيندي دعوى تشهير جنائية في محكمة مومباي نيابة عن برافول باتيل.
استقر الناشرون في بلومزبري على اتفاقية خارج المحكمة في يناير 2014، سحبوا الكتاب ووافقوا على سحب جميع الكتب المتبقية في مخازنهم؛ كما أصدروا اعتذارًا علنيًا لبرافول باتيل.  قال مانشيندي لصحيفة "DNA India" انه لم يتم ممارسة أي ضغط على الناشرين لسحب الكتاب ولكنها كانت نتيجة تسوية كما نفى باتيل الضغط على الناشرين وأضاف أنه أُجبر على طلب اللجوء القانوني لأن الادعاء ضده في الكتاب لا أساس له من الصحة.
ادعى بهارجافا أن الكتاب يستند على الوثائق الموجودة. أضاف أن قرار الانسحاب نفذه الناشرون من جانب واحد ولم تتم استشارته، اُصدر الكتاب لاحقًا ككتاب إلكتروني على أمازون كيندل في 12 مارس 2014 وتم نشر نسخ ورقية من الكتاب ذاتيًا في يناير 2016 والنسخ متاحة على أمازون الهند.
تم سحب قضية التشهير في فبراير 2017 من محكمة العاصمة.